# Aznalcóllar
Aznalcóllar es un municipio español de la provincia de Sevilla, Andalucía, se encuentra situada en el borde meridional de la Sierra Norte, en la ribera del río Guadiamar. Su población es de 6079 habitantes (INE 2024).Con una extensión superficial de 199 km², tiene una densidad de 30,74 hab/km². Se encuentra situada a una altitud de 155 m y a 36 km de la capital de provincia, Sevilla.

## Geografía
La localidad de Aznalcóllar está situada en la provincia de Sevilla, entre la vega del Guadiamar y las primeras estribaciones de Sierra Morena, a lo que debe lo accidentado de su configuración urbana y a la mayor parte de su territorio, esto también contribuye a que la biodiversidad sea de una gran riqueza.
Toda la subcomarca de la Sierra Noroeste de Sevilla es zona de grandes dehesas dedicadas a pastos y encinar, existe matorral de jara que junto con la encina y el alcornoque son los elementos más significativos del paisaje.
Su territorio es surcado por pequeños ríos y arroyos, como son el río Agrio; el arroyo Crispinejo, afluente del Agrio y que desemboca en el embalse del primero; arroyo Frailes, también tributario del Agrio y a su paso estaba el desaparecido convento de San Miguel del Tardon y por el que recibió el nombre el arroyo.
El clima se caracteriza por presentar veranos secos y calurosos mientras que en invierno, con temperaturas relativamente suaves, es cuando suelen concentrarse las precipitaciones que, en general, resultan más bien escasas e irregulares. La temperatura media anual oscila entre los 16-18 °C.
En cuanto a la fauna en Aznalcóllar habitan distintas especies como el ciervo, jabalí, gato montés, zorro, tejón, conejo, liebre, etc. Destaca la diversidad y abundancia de rapaces como el águila real, culebrera, gavilán, perdiz, etc.
Está situada a unos 155 m sobre el nivel del mar y cuenta con una superficie de 198,96 kilómetros cuadrados.

## Historia
La población es de origen celta y por hallarse dentro del territorio de la antigua ciudad de Tejada, la Iptucci de los romanos, llevó esta denominación y las de Tucci y Tunga.
Su nombre actual proviene del árabe Hisn-Al-Kollar (‘recinto amurallado’).
No se conoce exactamente la fecha de su conquista, que según los historiadores, debió de efectuarse en año 1247, si se tiene en cuenta que el maestre Santiago conquistó Albaida del Aljarafe en 1246, y Gerena en la primavera siguiente.
En 1594 formaba parte del reino de Sevilla en el Axarafe y contaba con 222 vecinos pecheros.
La iglesia antigua tenía más de cinco siglos y estaba edificada en el actual cementerio.
Solamente queda de ella una antigua capilla.
En el primer tercio del siglo XVI se hacían en la parroquia trabajos a cargo del insigne arquitecto Diego de Riaño y se afirma, documentalmente, que el maestro entallador Juan de Oviedo, el Viejo, quedó obligado en 1584 a tallar un retablo para la parroquia de Aznalcóllar.
Asimismo, Jerónimo Hernández concertó en 1573 y terminaba dos años más tarde, una imagen de Nuestra Señora para la capilla mayor.
En 1783 comienza la cimentación de la iglesia nueva y queda bendecida el sábado 9 de julio de 1791 por el sacerdote Bernardo Domínguez.
A comienzos del siglo siglo XX el ferrocarril llegó a la localidad al calor de la actividad minera que se desarrollaba en la zona. En 1905 se inauguró el llamado ferrocarril de Aznalcóllar, una línea férrea de vía estrecha que partía del municipio y llegaba hasta Camas. Aparte del tráfico de mercancías, durante varias décadas llegaron a funcionar servicios de pasajeros. Tras experimentar un fuerte declive en sus últimos años, la línea fue clausurada en 1974 y posteriormente sería desmantelada.

## Demografía
Cuenta con una población de 6079 habitantes (INE 2024).

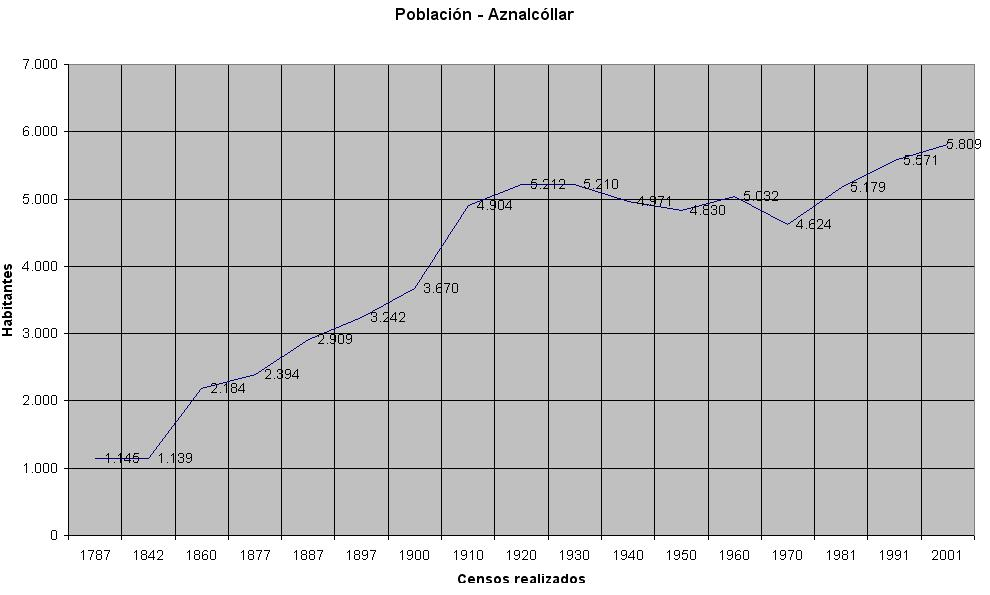
Evolución de la población entre los siglos y

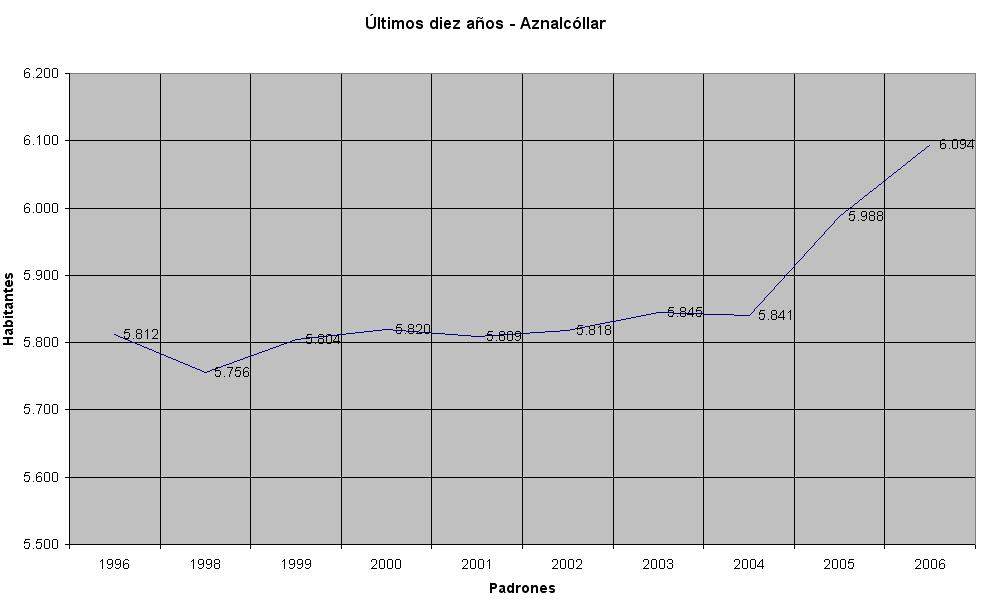
Evolución de la población durante el decenio 1996-2006

| Gráfica de evolución demográfica de Aznalcóllar entre 1842 y 2021                                                     |
| |
| Población de derecho según los censos de población del INE. Población de hecho según los censos de población del INE. |

## Economía
Aznalcóllar es conocida sobre todo por sus minas de pirita, explotadas desde tiempos antiguos por los romanos. Esta era una de sus principales actividades económicas hasta el cierre temporal de la mina tras el Desastre de Aznalcóllar en 1998; en 2022 se anticipaba la reapertura para 2023. También existen otras actividades mineras que a pesar de crear empleo han dañado acuíferos de la población
Aunque la mayoría de la población se dedica a la agricultura de secano, sobre todo de cereales y olivos.

### Evolución de la deuda viva municipal
| Gráfica de evolución de Deuda viva del Ayuntamiento de Aznalcóllar entre 2008 y 2019                                |
| |
| Deuda viva del Ayuntamiento de Aznalcóllar en miles de Euros según datos del Ministerio de Hacienda y Ad. Públicas. |

## Administración y política
| Periodo   | Nombre                                         | Partido  |
| --------- | ---------------------------------------------- | -------- |
| 1979-1983 | Felipe Macías Caparrós                         | PSOE-A   |
| 1983-1987 | Manuel Delgado Losada                          | PSOE-A   |
| 1987-1991 | Felipe Macías Caparrós                         | PSOE-A   |
| 1991-1995 | Francisco Márquez Cueto                        | PSOE-A   |
| 1995-1999 | Francisco Márquez Cueto                        | PSOE-A   |
| 1999-2003 | Salud Santana Dabrio                           | PSOE-A   |
| 2003-2007 | Salud Santana                                  | PSOE-A   |
| 2007-2011 | Salud Santana Dabrio / Juan José Ranchal Muñoz | PSOE-A   |
| 2011-2015 | Agapito Ramírez Domínguez                      | IU-LV-CA |
| 2015-2019 | Juan José Fernández Garrido                    | IU-LV-CA |
| 2019-2023 | Juan José Fernández Garrido                    | IU-LV-CA |

Actualmente tras una nueva mayoría absoluta Juan José Fernández se mantiene en la alcaldía 
A mediados de 2008 la alcaldesa Salud Santana Dabrio presenta su dimisión al ser nombrada nueva Delegada de la Consejería de Obras Públicas y Transportes de la Junta de Andalucía para Sevilla. En sustitución es elegido alcalde Juan José Ranchal Muñoz (PSOE).
En la actualidad el alcalde es Juan José Fernández Garrido (IU) en 2019

## Patrimonio

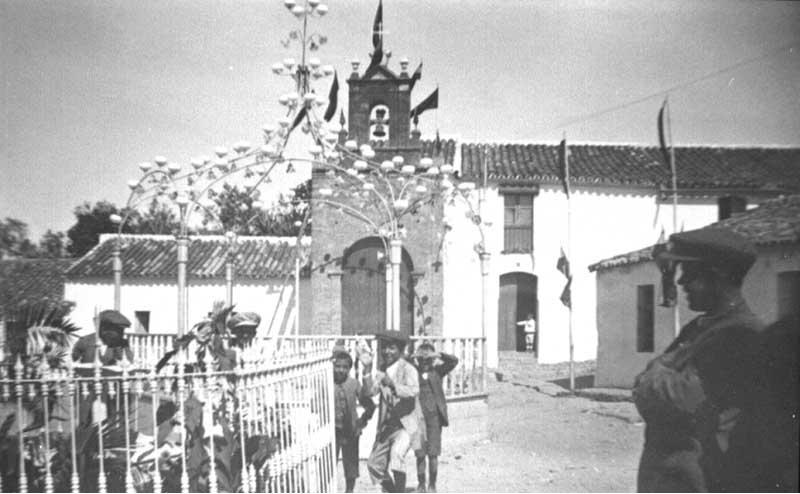
Plaza del Alamillo en 1912

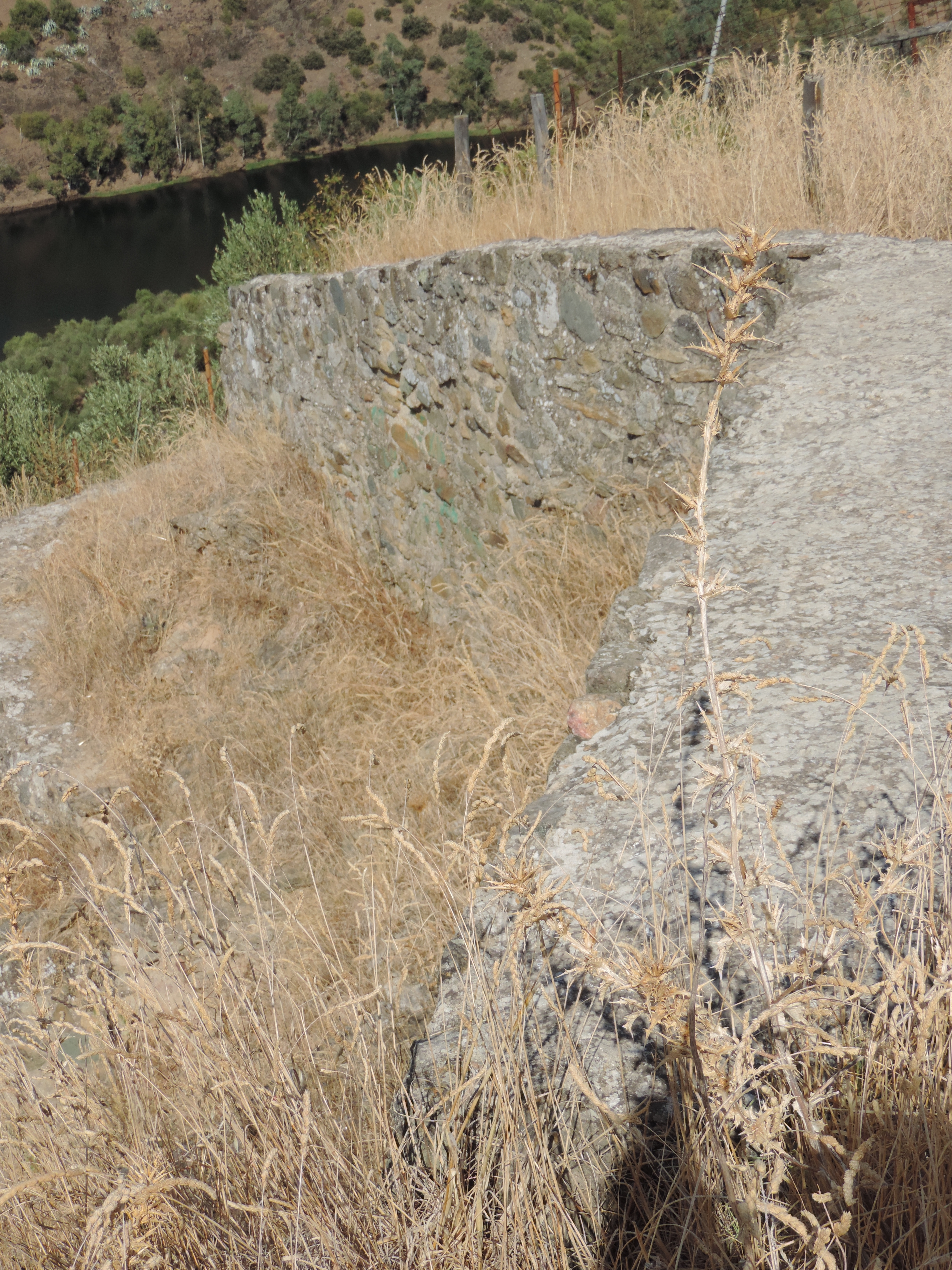
Restos del castillo

- Iglesia de Nuestra Señora de la Consolación.
- Capilla de la Cruz de Abajo. Está situada en la Plaza del Alamillo y es sede de la Hermandad de la Invención de la Santa Cruz de Abajo[7] y la Gloriosa Emperatriz Santa Elena.
- Capilla de la Cruz de Arriba. Está situada en la Plazoleta de la Cruz de Arriba y es sede de la Hermandad de La Santa Cruz de Arriba[8] y Mª Santísima del Rosario.
- La Zawiya o Zauiya.[9] Única de su clase en Andalucía, de estilo mudéjar, siendo en su origen el lugar de retiro de algún eremita musulmán. Tras la reconquista se convirtió en parte de la antigua iglesia de Aznalcóllar hasta que esta se derribó para construir la actual parroquia de la localidad. En la actualidad es la capilla del cementerio municipal.
- El Molino de Viento.
- Torreón de la Dehesilla.
- Molino harinero en el arroyo Frailes. Pertenecía al convento de San Miguel del Tardón, actualmente desaparecido por la mina. Al ser un arroyo estacional, es decir, que solo lleva aguas en otoño e invierno, el molino solo funcionaba en dichas épocas.
- Los Arquillos, restos del acueducto romano que iba desde las fuentes de Tejada la Nueva hasta Itálica, a su paso por el arroyo Frailes.
- Puente del Ferrocarril de la extinta y desmantelada línea Camas-Aznalcollar salvando el arroyo Frailes.
- Cerro del Castillo. Antiguo baluarte con restos que se pueden datar desde la época tartésica hasta la musulmana. Actualmente quedan un aljibe musulmán y los restos de muros datables en el Bronce Final.

## Fiestas
Las fiestas patronales se celebran durante el primer fin de semana de septiembre en honor a Nuestra Señora de Fuente Clara, siendo el viernes el alumbrado, sábado romerito, en el cual las personas que quieran pueden hacer una ofrenda de romero a la virgen montados a caballo. El domingo es el día de la romería, en el cual van carrozas engalanadas, jinetes a caballo y romeros a pie, acompañando al simpecado de la virgen hasta la ermita. El lunes a las 12 del mediodía tiene lugar la función principal y procesión por la tarde.
La feria del pueblo tienen lugar durante la última semana del mes de junio. En 2010, y a causa de la crisis económica y financiera que se vive, el ayuntamiento decidió no celebrar la feria.
Otras fiestas a destacar son el día de las migas (28 de febrero); la Semana Santa, con las hermandades de la Vera Cruz y la Soledad.

### Las Fiestas de las Cruces
Las fiestas de las cruces son las fiestas del pueblo por excelencia. Durante estos días se adornan las calles con arcos, guirnaldas de flores, banderines con las banderas española y andaluza y engalanando los vecinos sus balcones. Es curiosa la rivalidad o pique que hay entre dicha hermandades y sus hermanos, que han dado lugar a multitud de anécdotas que nos muestran la idiosincrasia del pueblo de Aznalcóllar que es, ante todo, crucero.
Las fiestas de las cruces no son celebradas todos los años, solo cuando cada hermandad dispone del dinero necesario para llevar a cabo dichas fiestas. Suelen tener lugar cada 4 o 5 años, siendo la última de la Cruz de Arriba en 2018 y la de la Cruz de Abajo en 2010. Las fiestas de la Cruz de Arriba son en julio y las de la Cruz de Abajo en agosto. Los titulares de la hermandad de la Cruz de Arriba son la Santa Cruz de Arriba y María Santísima del Rosario, y de la Cruz de Abajo, dicha cruz y la Gloriosa Emperatriz Santa Elena. Tienen más o menos el mismo programa que las fiestas patronales (ver en el apartado "Fiestas"), solo que empiezan el jueves y terminan el domingo. Para ambas Fiestas se nombran Mayordomos, tanto de la Cruz (de Arriba o de Abajo), como de la Virgen del Rosario o Santa Elena, respectivamente. También se nombran Reina Mayor e Infantil de las Fiestas con sus cortes de damas y acompañantes (en el caso de la Cruz de Arriba) y Romera Mayor (en el caso de la Cruz de Abajo). En las Fiestas de la Cruz de Arriba, para el Romerito y la Romería, las Reinas van en espectaculares carrozas. El Domingo de las Fiestas a las 11 de la mañana los pasos de cada Hdad. son trasladados de su Capilla a la Iglesia Parroquial, donde tiene lugar la función principal en cuanto llegan los pasos, y por la tarde de la Iglesia a su capilla en procesión por las principales calles del pueblo.